# René van de Kerkhof

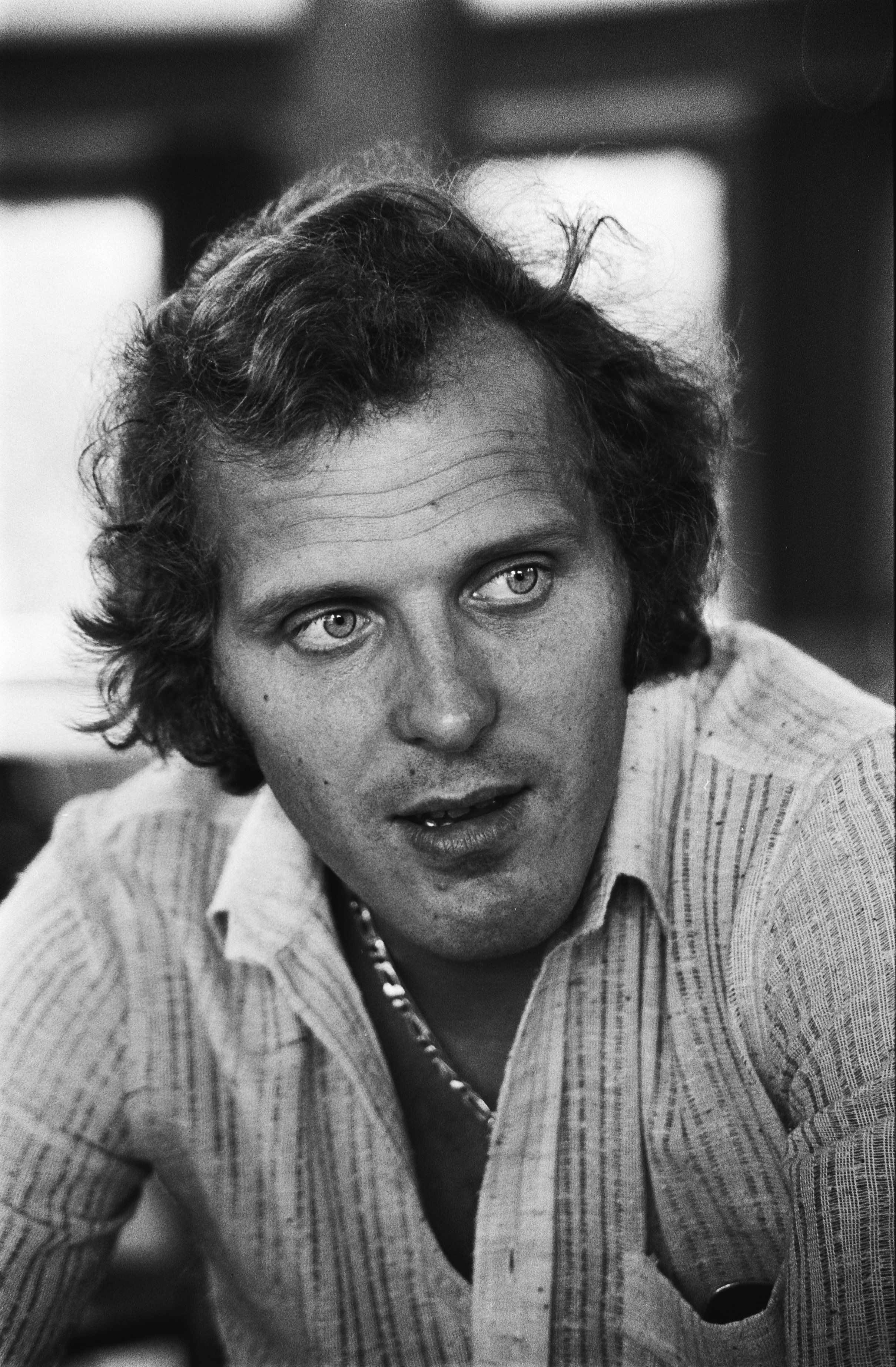
René van de Kerkhof, 1980

Reinier "René" Lambertus van de Kerkhof, född 16 september 1951, är en före detta fotbollsspelare som spelade för FC Twente och PSV Eindhoven
René van de Kerkhof var tillsammans med sin bror Willy van de Kerkhof med i Nederländernas VM-lag som tog silver 1974 och 1978. René van de Kerkhof spelade 47 landskamper (5 mål). Han var även med i EM 1976 och 1980.